# 所罗门·约瑟夫·所罗门

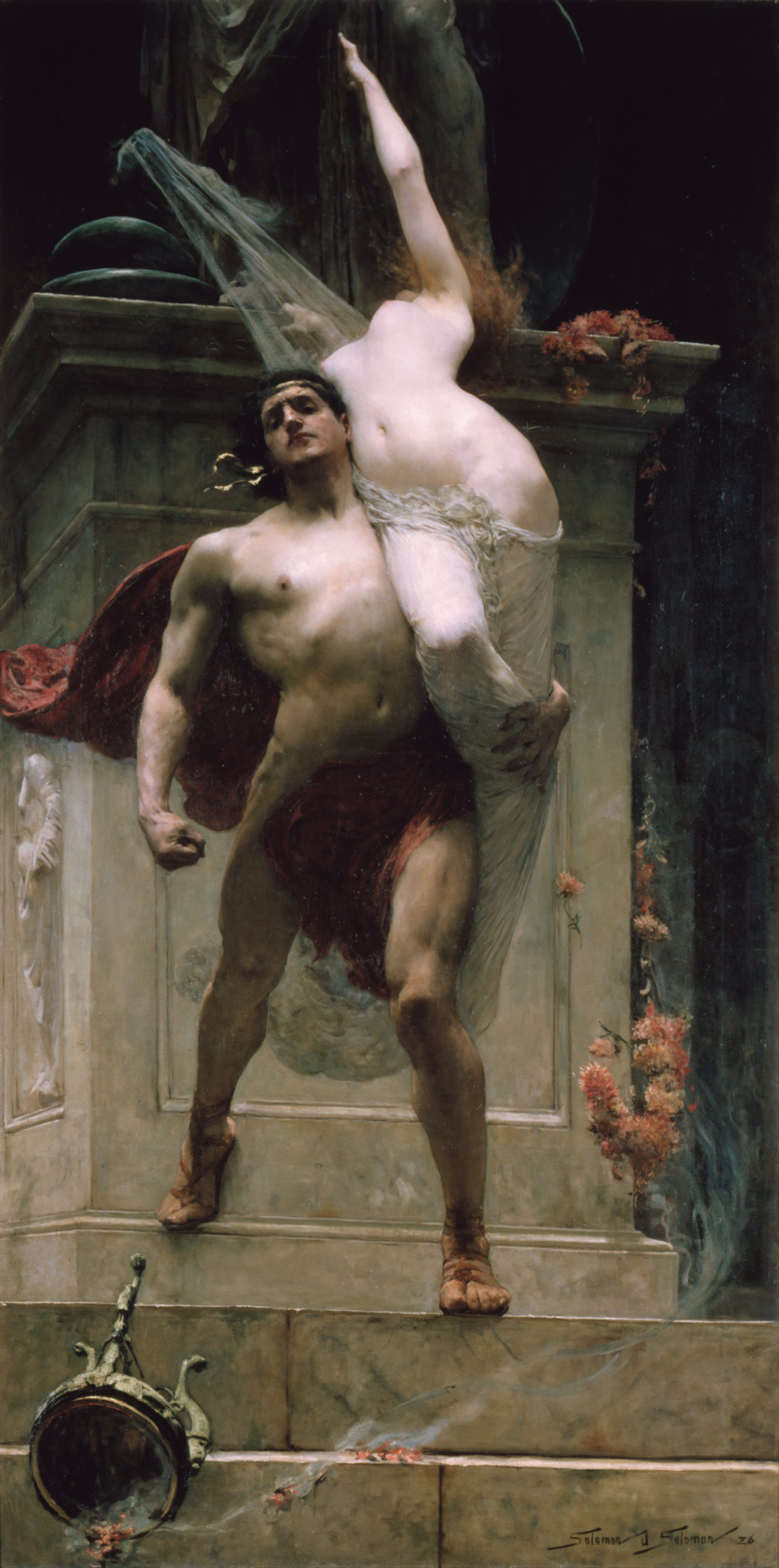
《阿贾克斯和卡桑德拉》，1886，巴拉瑞特美術館藏

所罗门·约瑟夫·所罗门（Solomon Joseph Solomon；1860年9月16日—1927年7月27日）是一名英国画家，新英格兰艺术俱乐部的创始成员和皇家艺术研究院院士。此外，他在第一次世界大战为迷彩的发展做出了重要贡献。

## 生平
1860年，所罗门出生于伦敦，先后在希瑟利美术学院、皇家艺术研究院、慕尼黑美术学院和国立高等美术学院（师从亚历山大·卡巴内尔）学习。1881年，他开始在皇家学院、新画廊和英国艺术家协会展出他的第一批作品。1886年，他成为新英国艺术俱乐部的创始成员，1896年成为皇家艺术研究院副院士，1906年成为院士。1919年，他加入并成为英国艺术家学会主席。

## 风格

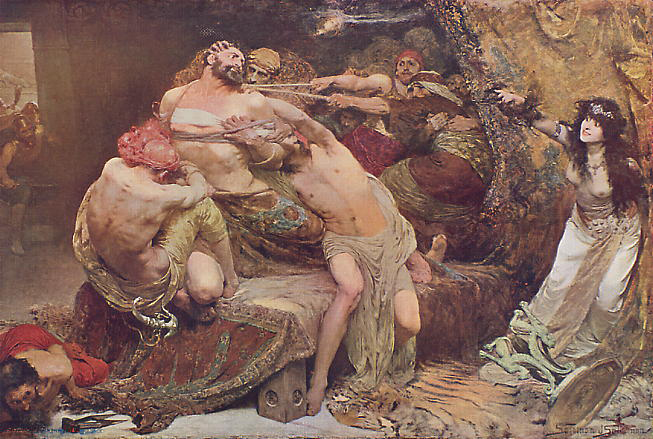
《参孙》，1887

所罗门受老师亚历山大·卡巴内尔的影响较大，弗雷德里克·雷頓和勞倫斯·阿爾瑪-塔德瑪对他也有一定影响。所罗门主要画肖像，顾客包括帕特里克·坎贝尔夫人、阿斯頓·韋伯、乔治五世、玛丽女王和爱德华王子。但他也画过不少历史画，如1887年的《参孙》。他也为一些冒险小说绘制过插画。

## 迷彩设计

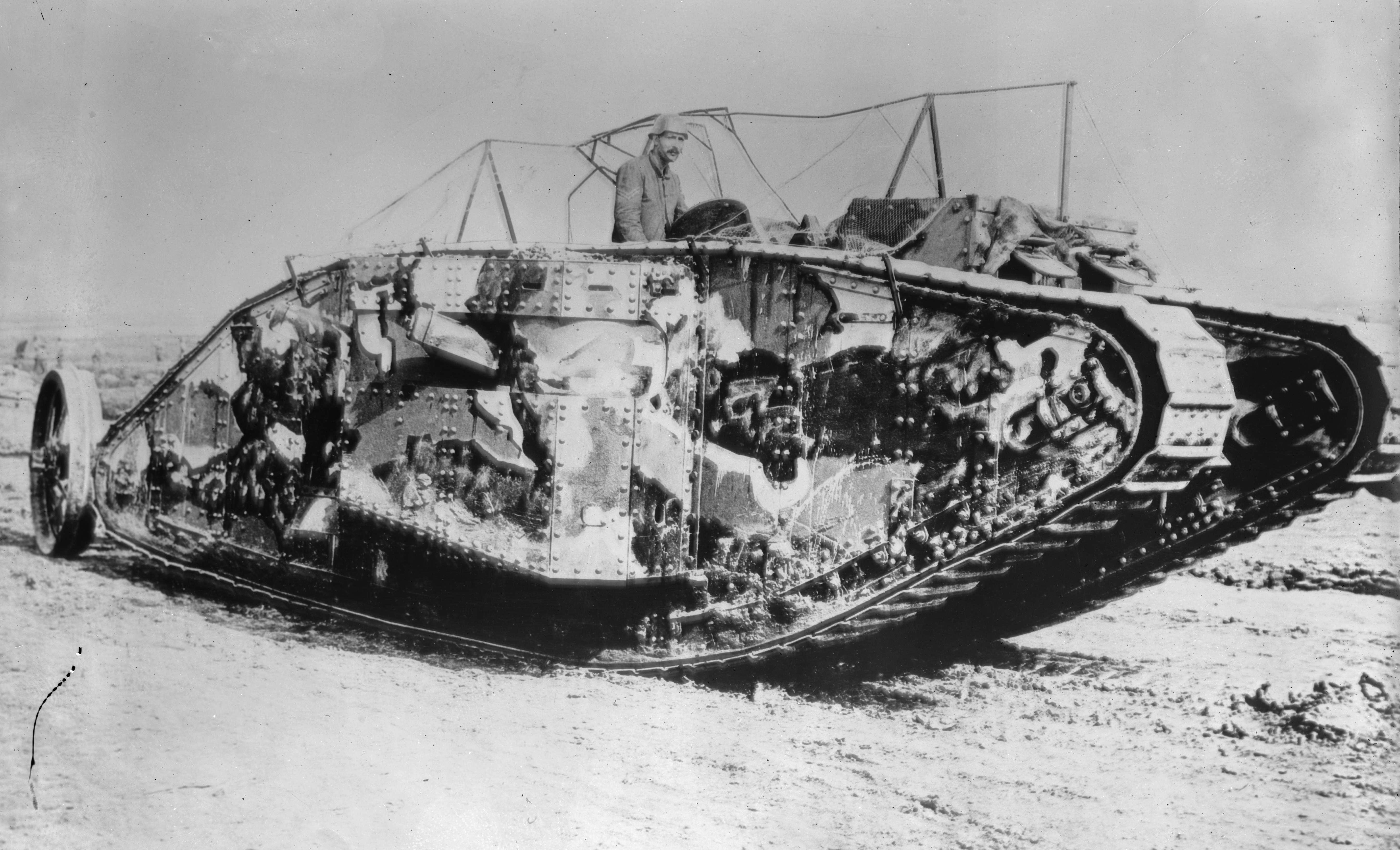
带有所罗门迷彩设计的英国Mark I 坦克

第一次世界大战刚爆发时，他报名参加了英國陸軍預備役部隊的艺术家步枪兵团，并开始宣传他的迷彩设计。1915年12月，赫伯特·普卢默将军安排所罗门到前线调查法国人使用的技术。所罗门的想法最终被接受，他组建了一个团队开始在法国生产迷彩材料。1915年12月31日，驻法英军总司令道格拉斯·黑格将军指示授予所罗门临时中校军衔。
所罗门的第一项任务是设计伪装成树木的装甲观察哨。第一个这样的观察哨于1916年3月22日建成。1916年5月，他被派回英格兰研制坦克迷彩。他主张使用迷彩网，期初军队对此并不重视，直到1917年才大量生产。1920年，他出版了《战略伪装》（Strategic Camouflage）一书，在英国受到嘲讽，但得到了德国报纸的一些支持。
1916年12月，所罗门在海德公园建立了一所伪装学校，后被军队接管。

## 家庭
所罗门是犹太人，他的妹妹莉莉·德丽莎·约瑟夫也是一名画家。所罗门的女儿艾丽丝（Iris）嫁给了埃文·蒙塔古，后者是第二次世界大战中肉馅行动背后的智囊之一。所罗门是美国剧作家莫斯·哈特的叔叔。